# Takaaki Tokushige
Takaaki Tokushige (徳重 隆明, Tokushige Takaaki), né le 18 février 1975, est un footballeur japonais qui évolue au poste d'attaquant.

## Biographie
Takaaki Tokushige commence sa carrière au club de Denso, équipe amateur évoluant en Japan Football League (troisième division japonaise).
En 2002, il signe son premier contrat professionnel en faveur du Cerezo Osaka. Il reste cinq saisons dans ce club.
En 2007, Takaaki Tokushige est transféré au Kyoto Sanga. Puis en 2009, il s'engage en faveur du Tokushima Vortis. En novembre 2012, son contrat n'est pas renouvelé.
Au total, Takaaki Tokushige dispute 51 matchs en 1re division japonaise, inscrivant un seul et unique but dans ce championnat.

## Palmarès
- Finaliste de la Coupe du Japon en 2003 avec le Cerezo Osaka